# Росс Томас
Росс Томас (англ. Ross Thomas) — американський письменник детективного жанру. Найбільше відомий своїми трилерами, що викривають підступності професійної політики. Він також написав п'ять романів під псевдонімом «Олівер Блік» про професійного посередника Філіпа Сент-Іва.

Росс Томас згадував: 
|  | Я (зізнаюся в цьому без сорому) політичний наркоман від молотка до молотка. У дитинстві я захопився, і деякі з моїх ранніх спогадів — це дивна суміш фільмів 1930-х років і політичних мітингів, що проходили в Меморіальному парку в Оклахома-Сіті, куди в спекотний літній вечір Великої депресії мої батьки іноді водили мене, щоб почути гуркіт, ораторів... |

Величезна пристрасть Томаса до американської політичної системи середини XX століття надала його книгам унікальної атмосфери, водночас із гірким гумором і щасливим зморенням.

## Біографія
Під час Другої світової війни Томас служив у піхоті на Філіппінах.
До того, як стати повноцінним письменником, він працював спеціалістом зі зв'язків із громадськістю, репортером, речником профспілки та політичним стратегом у США, Бонні (Німеччина) та Нігерії. Томас як письменник розквітнув пізно. Джон Кармоді розповів про його складну історію в «Росс Томас: Його життя — це чотири відкриті книги»:
|  | Россу Томасу було 43. Протягом останніх семи років у цьому місті він вважався одним із двох-трьох найкращих професійних вільних спічрайтерів та експертів зі зв'язків із громадськістю. Він був одним із тих чоловіків, керівників урядових установ, профспілок і політиків (переважно демократів), яких наймали писати промови, журнальні статті чи брошури або допомагати провести якусь кампанію на державну чи приватну посаду. Йому платили 60 доларів на день, якщо хтось не хотів ламати голову над цим, і він міг вимовити промову за півтори години, що зазвичай викликало у керівника, на якого він працював, ревнощі… Потім він раптом послав всіх до біса, сів і написав роман за шість тижнів. Це було, коли він працював у штаб-квартирі VISTA, вибиваючи свої речення на старій друкарській машинці Royal, буквально сидячи за столом із пакувальних ящиків. |

Його дебютний роман «Обмін часів холодної війни» був написаний лише за шість тижнів і отримав премію Едгара По у 1967 року в номінації «Найкращий перший роман». У 2002 році він був удостоєний першої премії Гамші у номінації «Досягнення всього життя», ставши одним із двох авторів, які отримали нагороду після своєї смерті (іншим був Еван Гантер у 2006 році).
На додаток до своїх романів Томас також написав оригінальний сценарій для продюсера Роберта Еванса під назвою «Чутка Джиммі». Це історія людини, яка є злодієм, який краде в інших злодіїв.
«Написавши близько 25 творів, у тому числі свій незрівнянний „Шанс китайця“ (1978) і п'ять романів під його вдало підібраним псевдонімом „Олівер Блік“, Томас, навіть у найгіршому своєму, не менш переконливий, ніж великий Елмор Леонард — хоча, можливо, не такий самосвідомий або одержимий стилем».
У якийсь момент протягом 1990-х років, незадовго до своєї смерті, Томас, здавалося, впав у немилість. Важко зрозуміти чому; його книги завжди продавалися досить добре. Більше того, він був улюбленцем таких читачів, як Джон Д. Макдональд, Ерік Емблер, Лоуренс Блок, Дональд Вестлейк та президент Білл Клінтон.
Стівен Кінг заявив, що Томас був «Джейн Остін в історії політичного шпигунства». Він з однаковою легкістю писав про тих, хто знаходиться на вершині або внизу суспільних сходів. Деякі персонажі Томаса настільки прописані, що вони, здається, зіскочили зі сторінок британського шпигунського роману в розріджену атмосферу маленького містечка Америки.
Помер від раку легень за 2 місяці до свого 70-річчя.

## Твори

### Серія Мак Маккоркла і Майка Паділло
- The Cold War Swap (UK Title: Spy in the Vodka) (Обмін часів холодної війни / Шпигун у горілці) (1967); (отримав премію Едгара По);
- Cast a Yellow Shadow (Відкинути жовту тінь) (1971);
- The Backup Men (Чоловіки в запасі) (1971);
- Twilight at Mac's Place (Сутінки на Макс Плейс) (1990)

### Серія Філіппа Сент-Іва (під псевдонімом Олівер Блік)
- The Brass Go-Between (Латунні посередники) (1969);
- Protocol for a Kidnapping (Протокол про викрадення) (1971);
- The Procane Chronicle (The Thief Who Painted Sunlight / St. Ives) (Хроніка Прокейна / Злодій, який малював сонячне світло / Сент-Ів) (1972);
- The Highbinders (Високі палітурники) (1974);
- No Questions Asked (Жодного запитання) (!976).

### Інші романи
- The Seersucker Whipsaw (Пила провидця) (1967);
- The Singapore Wink (Сінгапурське підморгування) (1969);
- The Fools in Town Are on Our Side (Дурні в місті на нашому боці) (1970);
- The Pork Choppers (Свинячі рубанки) (1972);
- If You Can't Be Good (Якщо ти не можеш бути добрим) (1973);
- The Money Harvest (Грошовий урожай) 1975;
- Yellow Dog Contract (Контракт жовтого собаки) (1976);
- Chinaman's Chance (Шанс китайця) (1978);
- The Eighth Dwarf (Восьмий карлик) (1979);
- The Mordida Man (Людина Мордіди) (1981);
- Missionary Stew (Місіонерське рагу) (1983);
- Briarpatch (Шипшина) (1984) (отримав премію Едгара По);
- Out on the Rim (Вийти на ободок) (1987);
- The Fourth Durango (Четвертий Дуранго) 1989;
- Voodoo, Ltd.	(Компанія Вуду) (1992);
- Ah, Treachery	(Ах, зрада) 1994.